# Deniss Romanovs
Deniss Romanovs (Riga, 2 settembre 1978) è un ex calciatore lettone, di ruolo portiere.

## Carriera

### Calciatore

#### Club
Ha cominciato la propria carriera nelle giovanili dello Skonto, debuttando in Virslīga con la formazione riserve (all'epoca denominata Skonto/Metāls).
Milita, quindi, per tre stagioni nel Valmiera: nel corso della quarta passa al Ventspils con cui vince tre Coppe di Lettonia.
Dal 2006, dopo un anno al Ditton, comincia la sua avventura all'estero: ma in Romania, alla Dinamo Bucarest, non trova spazio, totalizzando appena tre presenze in altrettante stagioni. Va poco meglio in Repubblica Ceca, con lo Slavia Praga, dove colleziona cinque presenze in due stagioni, e in Azerbaigian con lo Xəzər-Lənkəran, dove totalizza quattro presenze.
In seguito gioca in Indonesia.

#### Nazionale
Il suo esordio è avvenuto il 3 dicembre 2004, in una gara del torneo di Coppa del Primo Ministro contro il Bahamas.
Disputò 5 incontri con la nazionale, subendo 6 reti.

## Statistiche

### Cronologia presenze e reti in Nazionale
| Cronologia completa delle presenze e delle reti in nazionale ― Lettonia | Cronologia completa delle presenze e delle reti in nazionale ― Lettonia | Cronologia completa delle presenze e delle reti in nazionale ― Lettonia | Cronologia completa delle presenze e delle reti in nazionale ― Lettonia | Cronologia completa delle presenze e delle reti in nazionale ― Lettonia | Cronologia completa delle presenze e delle reti in nazionale ― Lettonia | Cronologia completa delle presenze e delle reti in nazionale ― Lettonia | Cronologia completa delle presenze e delle reti in nazionale ― Lettonia |
| Data                                                                    | Città                                                                   | In casa                                                                 | Risultato                                                               | Ospiti                                                                  | Competizione                                                            | Reti                                                                    | Note                                                                    |
| ----------------------------------------------------------------------- | ----------------------------------------------------------------------- | ----------------------------------------------------------------------- | ----------------------------------------------------------------------- | ----------------------------------------------------------------------- | ----------------------------------------------------------------------- | ----------------------------------------------------------------------- | ----------------------------------------------------------------------- |
| 3-12-2004                                                               | Riffa                                                                   | Bahamas                                                                 | 2 – 2                                                                   | Lettonia                                                                | Coppa del Primo Ministro                                                | -2                                                                      |                                                                         |
| 21-5-2005                                                               | Kaunas                                                                  | Lituania                                                                | 2 – 0                                                                   | Lettonia                                                                | Coppa del Baltico 2005                                                  | -1                                                                      | 46’                                                                     |
| 3-3-2010                                                                | Luanda                                                                  | Angola                                                                  | 1 – 1                                                                   | Lettonia                                                                | Amichevole                                                              | -1                                                                      |                                                                         |
| 17-11-2010                                                              | Kunming                                                                 | Cile                                                                    | 1 – 0                                                                   | Lettonia                                                                | Amichevole                                                              | -1                                                                      |                                                                         |
| 7-6-2011                                                                | Graz                                                                    | Austria                                                                 | 3 – 1                                                                   | Lettonia                                                                | Amichevole                                                              | -1                                                                      |                                                                         |
| Totale                                                                  |                                                                         | Presenze                                                                | 5                                                                       |                                                                         | Reti                                                                    | -6                                                                      |                                                                         |

## Palmarès

### Club
- Coppe di Lettonia: 5

Ventspils: 2003, 2004, 2005